# Санага-Суд
Санага-Суд — офшорне газоконденсатне родовище у Гвінейській затоці біля узбережжя Камеруну, яке відноситься до басейну Дуала. Станом на 2017 рік найбільше газове родовище країни.

## Загальний опис
Санага-Суд розташоване за 10 км на північний захід від прибережного міста Крібі в районі з глибинами моря до 20 метрів. Його відкрили в 1979 році при спорудженні свердловини Sanaga Sud A-1, після чого за два роки наявність запасів підтвердили дві оціночні свердловини Sanaga Sud A-2 та A-3. Поклади газу та конденсату виявлені на глибині від 1000 до 1600 метрів у відкладеннях нижньої крейди (аптський та альбський яруси), колектори — пісковики з вкрапленнями алевролітів та сланців.
Відкриття здійснив консорціум компаній Ocelot, Mobil і Total, які в 1993 році відмовились від ліцензійної ділянки. Виявлених запасів було недостатньо для спорудження потужного комплексу з виробництва зрідженого газу і в той же час в найближчій перспективі не очікувалась поява достатнього внутрішнього попиту на тлі економічних проблем в Камеруні та введення в експлуатацію нової гідроелектростанції.
До розробки родовища вирішили повернутись наприкінці 2000-х років в межах проекту спорудження першої значної камерунської ТЕС Крібі. Облаштування Санага-Суд включало в себе будівництво на суходолі потужностей з підготовки газу та прокладання до них офшорного газопроводу довжиною 14 км. Від зазначених потужностей в свою чергу необхідно було прокласти трубопровід для подачі на родовище гліколю та конденсатопровід довжиною 21 км до мережі офшорного нафтового родовища Ебоме, з платформи якого здійснювався експорт. Підготований газ по трубопроводу довжиною 18 км подається на згадану вище теплову електростанцію.
Запаси Санага-Суд на момент реалізації цього проекту оцінювались у 32,6 млрд м3, що було навіть більше, аніж потребувала електростанція потужністю 216 МВт. З появою технології плавучих заводів зі зрідження природного газу, котрі дозволяли уникнути спорудження коштовних постійних потужностей, з'явилась можливість спрямувати частину продукції на експорт. Як наслідок, в середині 2010-х років розпочалась реалізація проекту з використанням судна Hilli FLNG, під який виділили біля 14 млрд м3 з числа запасі Санага-Суд.
Запаси конденсату родовища оцінюються у 4,5 млн барелів.